# راي براينت (كاتبة)
راي براينت (بالإنجليزية: Rae Bryant)‏ هي كاتِبة أمريكية، ولدت في 1972 في مارييتا في الولايات المتحدة.